# 四平方和定理
四平方和定理 （英語：Lagrange's four-square theorem） 說明每个正整数均可表示为4个整数的平方和。它是費馬多邊形數定理和華林問題的特例。

## 历史
- 1743年，瑞士数学家欧拉发现了一个著名的恒等式：

{\displaystyle (a^{2}+b^{2}+c^{2}+d^{2})(x^{2}+y^{2}+z^{2}+w^{2})=(ax+by+cz+dw)^{2}+(ay-bx+cw-dz)^{2}+(az-bw-cx+dy)^{2}+(aw+bz-cy-dx)^{2}}
根据上述欧拉恒等式或四元數的概念可知如果正整数{\displaystyle m}和{\displaystyle n}能表示为4个整数的平方和，则其乘积{\displaystyle mn}也能表示为4个整数的平方和。于是为证明原命题只需证明每个素数可以表示成4个整数的平方和即可。
- 1751年，欧拉又得到了另一个一般的结果。即对任意奇素数 p，同余方程

{\displaystyle x^{2}+y^{2}+1\equiv 0{\pmod {p}}}
必有一组整数解x，y满足{\displaystyle 0\leq x<{\frac {p}{2}}}，{\displaystyle 0\leq y<{\frac {p}{2}}}（引理一）
至此，证明四平方和定理所需的全部引理已经全部证明完毕。此后，拉格朗日和欧拉分别在1770年和1773年作出最后的证明。

## 證明
根據上面的四平方和恆等式及算術基本定理，可知只需證明質數可以表示成四个整数的平方和即可。
{\displaystyle 2=1^{2}+1^{2}}，因此只需證明奇質數可以表示成四个整数的平方和。
根據引理一，奇質數{\displaystyle p}必有正倍數可以表示成四个整数的平方和。在這些倍數中，必存在一個最小的。設該數為{\displaystyle m_{0}p}。又從引理一可知{\displaystyle m_{0}<p}。

### 證明m0{\displaystyle m_{0}}不會是偶數
設{\displaystyle m_{0}}是偶數，且{\displaystyle m_{0}p=x_{1}^{2}+x_{2}^{2}+x_{3}^{2}+x_{4}^{2}}。由奇偶性可得知必有兩個數或四個數的奇偶性相同。不失一般性設{\displaystyle x_{1},x_{2}}的奇偶性相同，{\displaystyle x_{3},x_{4}}的奇偶性相同，{\displaystyle x_{1}+x_{2},x_{1}-x_{2},x_{3}+x_{4},x_{3}-x_{4}}均為偶數，可得出公式：
{\displaystyle {\frac {m_{0}p}{2}}=\left({\frac {x_{1}+x_{2}}{2}}\right)^{2}+\left({\frac {x_{1}-x_{2}}{2}}\right)^{2}+\left({\frac {x_{3}+x_{4}}{2}}\right)^{2}+\left({\frac {x_{3}-x_{4}}{2}}\right)^{2}}
{\displaystyle {\frac {m_{0}}{2}}<m_{0}}，與{\displaystyle m_{0}}是最小的正整數使得的假設{\displaystyle m_{0}p}可以表示成四个整数的平方和不符。

### 證明m0=1{\displaystyle m_{0}=1}
現在用反證法證明{\displaystyle m_{0}=1}。設{\displaystyle m_{0}>1}。
- {\displaystyle m_{0}}不可整除{\displaystyle x_{i}}的最大公因數，否則{\displaystyle m_{0}^{2}}可整除{\displaystyle m_{0}p}，則得{\displaystyle m_{0}}是{\displaystyle p}的因數，但{\displaystyle 1<m_{0}<p}且p為質數，矛盾。

故存在不全為零、絕對值小於{\displaystyle {\frac {1}{2}}m_{0}}（注意{\displaystyle m_{0}}是奇數在此的重要性）整數的{\displaystyle y_{1},y_{2},y_{3},y_{4}}使得 {\displaystyle y_{i}=x_{i}{\pmod {m_{0}}}}。
{\displaystyle 0<\sum y_{i}^{2}<4({\frac {1}{2}}m_{0})^{2}=m_{0}^{2}}
{\displaystyle \sum y_{i}^{2}\equiv \sum x_{i}^{2}\equiv 0{\pmod {m_{0}}}}
可得 {\displaystyle \sum y_{i}^{2}=m_{0}m_{1}}，其中{\displaystyle m_{1}}是正整數且小於{\displaystyle m_{0}}。
- 下面證明{\displaystyle m_{1}p}可以表示成四个整数的平方和，從而推翻假設。

令{\displaystyle \sum z_{i}^{2}=\sum y_{i}^{2}\times \sum x_{i}^{2}}，根据四平方和恆等式可知{\displaystyle z_{i}}是{\displaystyle m_{0}}的倍數，令{\displaystyle z_{i}=m_{0}t_{i}}，
{\displaystyle \sum z_{i}^{2}=\sum y_{i}^{2}\times \sum x_{i}^{2}}
{\displaystyle m_{0}^{2}\sum t_{i}^{2}=m_{0}m_{1}m_{0}p}
{\displaystyle \sum t_{i}^{2}=m_{1}p<m_{0}p}
矛盾。

### 引理一的證明
將和為{\displaystyle p-1}的剩餘兩個一組的分開，可得出{\displaystyle {\frac {p+1}{2}}}組，分別為{\displaystyle (0,p-1),(1,p-2),...,({\frac {p-1}{2}},{\frac {p-1}{2}})}。
將模{\displaystyle p}的二次剩餘有{\displaystyle {\frac {p+1}{2}}}個，分別為{\displaystyle 0,1^{2},2^{2},...,({\frac {p-1}{2}})^{2}}。
若{\displaystyle {\frac {p-1}{2}}}是模{\displaystyle p}的二次剩餘，選取{\displaystyle x<{\frac {p}{2}}}使得{\displaystyle x^{2}\equiv {\frac {p-1}{2}}}，則{\displaystyle 1+x^{2}+x^{2}\equiv 0{\pmod {p}}}，定理得證。
若{\displaystyle {\frac {p-1}{2}}}不屬於模{\displaystyle p}的二次剩餘，則剩下{\displaystyle {\frac {p-1}{2}}}組，分別為{\displaystyle (0,p-1),(1,p-2),...,({\frac {p-3}{2}},{\frac {p+1}{2}})}，而模{\displaystyle p}的二次剩餘仍有{\displaystyle {\frac {p+1}{2}}}個，由於 {\displaystyle {\frac {p+1}{2}}>{\frac {p-1}{2}}} ，根據抽屜原理，存在{\displaystyle 1+x^{2}+y^{2}\equiv 0{\pmod {p}}}。